# Fåfängans marknad
Fåfängans marknad (originaltitel: Vanity Fair) är en satirisk och realistisk roman av den engelske författaren William Thackeray, utgiven 1847–1848. Den har även givits ut på svenska som Världsmarknaden och Fåfänglighetens marknad. Den handlar om två unga kvinnor och deras familjers strävanden i det brittiska samhället under tidigt 1800-tal.
Boken gavs ut i 20 delar från januari 1847 till juli 1848 i tidskriften Punch. Den gavs ut som bok i juli 1848 av Bradbury & Evans och i en reviderad version 1853. Den första svenska översättningen är från 1849. Romanen hör till den viktorianska erans största klassiker och utgör förlaga till flera bearbetningar i olika medier.

## Huvudkaraktärer
- Amelia "Emmy" Sedley, godhjärtad och naiv ung kvinna.
- Rebecca "Becky" Sharp, intelligent ung kvinna med konstnärliga talanger.
- Rawdon Crawley, kavalleriofficer, den yngre av bröderna Crawley.
- Pitt Crawley, Rawdon Crawleys äldre bror, arvingen till familjens egendomar.
- Miss Matilda Crawley, förmögen äldre dam.
- George Osborne, stilig men bortskämd ung man, son till en förmögen köpman.
- William Dobbin, kapten, George Osbornes bäste vän.
- Joseph Sedley, Amelias äldre bror.

## Filmatiseringar i urval
- Vanity Fair (1932), amerikansk film med Myrna Loy i rollen som Becky Sharp.
- Fåfängans marknad (1935), amerikansk film i regi av Rouben Mamoulian, med Miriam Hopkins och Frances Dee.
- Vanity Fair (1967), BBC-miniserie med Susan Hampshire som Becky Sharp, en roll för vilken hon erhöll en Emmy Award 1973.
- Vanity Fair (1987), BBC-miniserie med Eve Matheson som Becky Sharp, Rebecca Saire som Amelia Sedley, James Saxon som Jos Sedley och Simon Dormandy som Dobbin
- Fåfängans marknad (1998), BBC-miniserie med Natasha Little som Becky Sharp.
- Vanity Fair (2004), film med Reese Witherspoon som Becky Sharp och Natasha Little som Jane Sheepshanks Crawley, Little hade tidigare spelat Becky Sharp i miniserien från 1998.
- Vanity Fair (2018), TV-serie med Olivia Cooke som Becky Sharp, Tom Bateman som kapten Rawdon Crawley och Michael Palin som Thackeray.